# Eugène Beugré Yago
Eugène Beugré Yago (15 de dezembro de 1969) é um ex-futebolista profissional marfinense que atuava como meia.

## Carreira
Eugène Yago se profissionalizou no SOA.

## Seleção
Eugène Yago integrou a Seleção Marfinense de Futebol na Copa Rei Fahd de 1992, na Arábia Saudita.

## Títulos
Costa do Marfim
- Copa das Nações Africanas: 1992